# Pepe Segarra
José Vicente Segarra García (México; 26 de octubre de 1954) más conocido como Pepe Segarra es un poeta, cronista y locutor deportivo mexicano que actualmente trabaja en Fox Sports, con experiencia narrando deportes desde 1981. Desde entonces ha narrado diversos eventos deportivos, en especial de béisbol y fútbol americano.
Junto a los conocidos cronistas deportivos Toño de Valdés y Enrique Burak, se les conoce como Los Tres Amigos. Es conductor del programa Espacio Deportivo de la Tarde, por 88.9 Noticias, a las tres y cuarto, perteneciente a Grupo ACIR con Alejandro Cervantes y Juan Manuel Reza "El Poli Toluco". 
En dicha emisión cultural y educativa, Pepe Segarra es conocido como El Romántico por sus frases y poemas.  Los jueves funge como Doctor, dando consultas a los radioescuchas durante la trasmisión en vivo. 

## Estudios
Es egresado de la carrera de Ciencias de la Comunicación de la UNAM, en donde fue alumno de Hugo Gutiérrez Vega.

## Inicios
A principios de la década de los ochenta entró a Televisa ayudado por un amigo de su hermano, quien por entonces era abogado de dicha empresa, y consiguió que le hicieran una prueba.

## Premios y reconocimientos
El 12 de febrero de 2025 Pepe Segarra recibió el Premio Nacional de Locución, por la Asociación Nacional de Locutores de México. Dicha distinción fue otorgada por la trayectoria que incluye eventos como Juegos Olímpicos de verano e invierno, Mundiales de la FIFA, Series Mundiales de Baseball, Super Bowl, funciones de boxeo, entre otros. 
El 13 de febrero de 2025, durante la convivencia por el aniversario del programa Espacio Deportivo de la Tarde, recibió como homenaje póstumo por su constancia, el Premio Huevo de Oro. 